# Königsfeld im Schwarzwald
Pour les articles homonymes, voir Königsfeld.
Königsfeld im Schwarzwald est une commune de Bade-Wurtemberg (Allemagne), située dans l'arrondissement de Forêt-Noire-Baar, dans le district de Fribourg-en-Brisgau.

## Personnalités
Le peintre strasbourgeois Gustave Adolphe Kirstein s'y établit à la fin de sa vie et y meurt en 1878.